# Naan

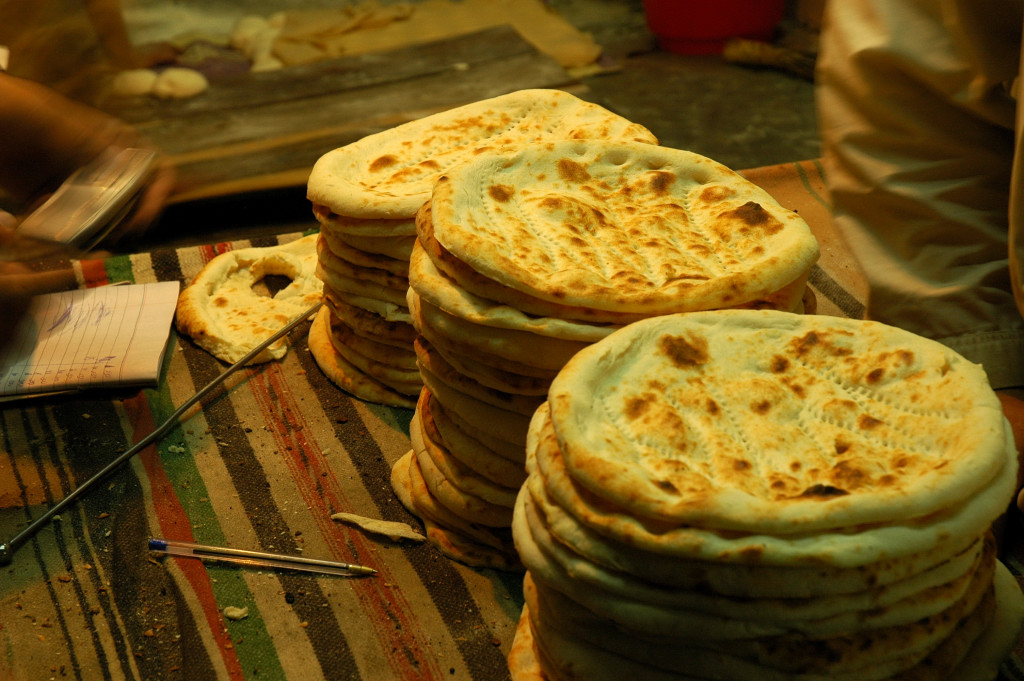
Naans preparats en un forn tandoor, Pakistan

El naan és un pa pla, elaborat de farina de blat amb llevat, és de consum corrent en diverses regions de l'Àsia central i d'Àsia del sud: Afganistan, Iran, Uzbekistan, Birmània, Pakistan i l'Índia del nord-oest (principalment en el Rajasthan i el Gujarat). Amb la migració del poble romaní des de l'Índia, es va estendre a altres parts d'Àsia occidental.
El naan es diferencia del chapati per la seva forma (aquest últim que és rodó) i pel fet que el chapati està cuinat generalment sobre una placa en fosa anomenada tava.